# Gelis bruesii
Gelis bruesii là một loài tò vò trong họ Ichneumonidae.